# Naj živi vesela družba
»Naj živi vesela družba« je narodnozabavna polka ansambla Ivana Ruparja iz leta 1986. Glasbo je napisal Ivan Rupar, besedilo pa Ivan Sivec.

## Snemanje
Skladba je bila izdana na istoimenskem albumu Naj živi vesela družba pri založbi PGP RTB v Beogradu na veliki vinilni plošči.

## Zasedba

### Produkcija
- Ivan Rupar – glasba
- Ivan Sivec – besedilo

### Studijska izvedba
- Ivan Rupar – diatonična harmonika
- Jožica Brdnik – vokal
- Darko Tušar – vokal, saksofon
- n/a – akustična kitara
- n/a – bas kitara